# Rockport (Texas)
La ville américaine de Rockport est le siège du comté d'Aransas, dans l’État du Texas. Elle comptait 8 766 habitants lors du recensement de 2010.

## Source
- (en) Cet article est partiellement ou en totalité issu de l’article de Wikipédia en anglais intitulé « Rockport, Texas » (voir la liste des auteurs).